# Bornambusc
Bornambusc é uma comuna francesa na região administrativa da Normandia, no departamento de Sena Marítimo. Estende-se por uma área de 4,13 km². Em 2010 a comuna tinha 264 habitantes (densidade: 63,9 hab./km²).